# دانته و بئاتریس (نقاشی)
دانته و بئاتریس (به انگلیسی: Dante and Beatrice)، نام یک نقاشی از نقاش انگلیسی، هنری هالیدی است و آن را مهم‌ترین نقاشی هالیدی می‌دانند. ابعاد این نقاشی، ۱۴۲٫۲ در ۲۰۳٫۲ سانتی‌متر است و در گالری هنر والکر در لیورپول نگهداری می‌شود.
در این نقاشی، بئاتریس پورتیناری به همراه دو بانو از جمله مونا وانا (Monna Vanna) از جلوی دانته آلیگیری می‌گذرند. هالیدی را آخرین نقاش پیشارافائلی می‌دانند. او با دیدن نقاشی‌های دانته گابرییل روستی از جمله تابلوی نقاشی رؤیای دانته، به کشیدن نقاشی دربارهٔ دانته علاقه‌مند شد. در سال ۱۸۶۰، هالیدی تصویری دیگر از دانته و بئاتریس در هنگام کودکیشان کشید که اولین باری بود که دانته، بئاتریس را می‌دید. هالیدی در ۱۸۷۵ پرتره‌ای از دانته کشید.
گالری هنر والکر مالکیت دو طراحی از این نقاشی را هم دارد که هالیدی پیش از کشیدن نقاشی آن‌ها را کشیده‌است. در این دو طراحی، خانم‌های همراه بئاتریس لباسی بر تن ندارند و در نقاشی اصلی لباس‌ها و جزییات دیگر افزوده شده‌است. هالیدی از Eleanor Butcher به عنوان مدل بئاتریس، از Milly Hughes به عنوان مدل مونا وانا و از Kitty Lushington به عنوان مدلی برای ندیمه همراه در نقاشی استفاده کرده‌است.
هالیدی برای اینکه نقاشی‌اش از لحاظ تاریخی مستند و قابل قبول باشد در ۱۸۸۱ به فلورانس در ایتالیا سفر کرد. او در این سفر فهمید که در سدهٔ سیزدهم میلادی، خیابان سمت شمالی بین رود آرنو و پونته وکیو (Ponte Vecchio) (که در منظرهٔ دوردست نقاشی معلوم است) با آجر کفپوش شده بوده و در اطراف خیابان مغازه‌هایی وجود داشته‌است. او همچنین دریافت که ساختمان در سال ۱۲۳۵ بر اثر سیل از بین رفت و در سال‌های ۱۲۸۵ تا ۱۲۹۵ بازسازی شده‌است. او از این اطلاعات درکشیدن نقاشی‌اش استفاده کرده و در اطراف ساختمان پونته وچیو، داربست‌هایی را اضافه کرد که روند بازسازی آن را نشان می‌دهند.